# Wayen
Wayen is een buurtschap in de gemeente Houten, in de Nederlandse provincie Utrecht. De buurtschap is gelegen ten zuiden van de rijksweg 12, nabij knooppunt Lunetten. Ten westen van Wayen ligt het Nieuwegeinse bedrijventerrein Laagraven en het recreatiegebied Laagraven.
De buurtschap bestaat uit boerderijen en lintbebouwing langs de Wayense Dijk en de Ravense Wetering. Voor de Tweede Wereldoorlog, toen de rijksweg 12 nog moest worden aangelegd, kruiste het Houtense Pad, de belangrijkste verbinding toentertijd tussen Houten en Utrecht, de buurtschap. In de jaren zeventig van de twintigste eeuw werd de A27 door het oostelijke deel van Wayen aangelegd. Het resultaat is dat de buurtschap in tweeën werd gesplitst (een fietspad onder het knooppunt Lunetten vormt de verbinding). Het grootste deel ligt echter ten westen van de A27. Het Houtense Pad is geheel verdwenen, op restanten in de stad Utrecht na, die deels nog de naam Houtensepad dragen.
Dorpen: 't Goy · Houten · Schalkwijk · Tull en 't Waal

Buurtschappen: De Heul · Heemstede · Honswijk · Leebrug · Molenbuurt · Oud-Wulven · Wayen

Utrecht · Plaatsen in de provincie      Nederland · Provincies · Gemeenten